# Strathblane

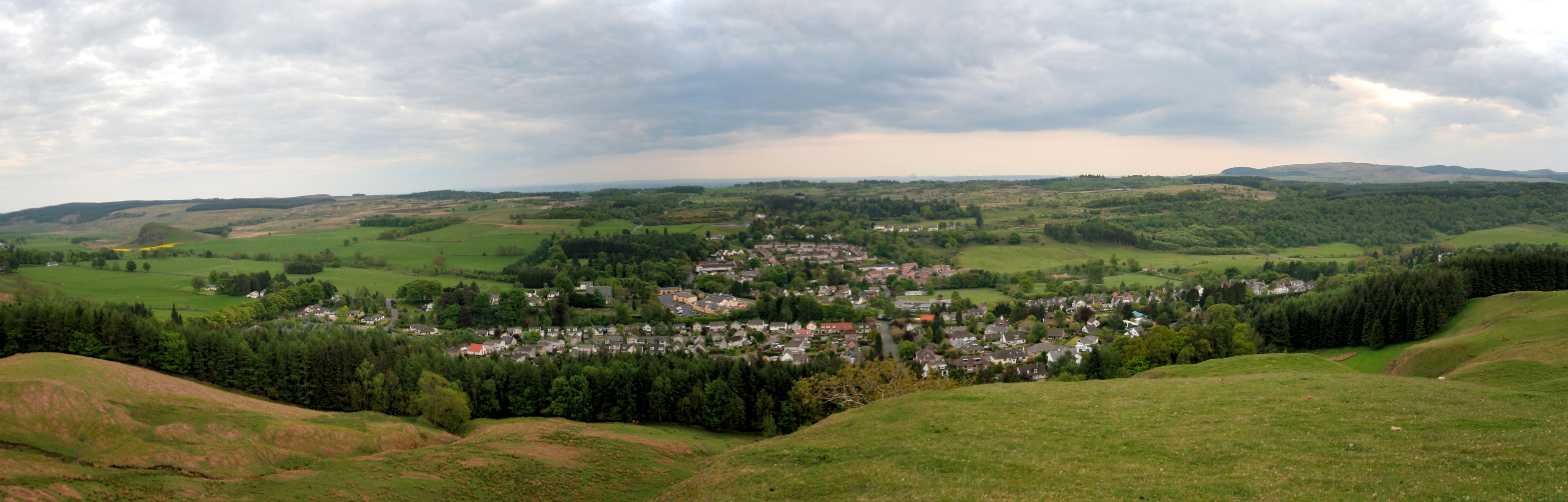
Panorama Strathblane ze skalistego grzbietu wiodącego na wzgórze Earl's Seat.

Strathblane (Gaelic: Strath Bhlàthain) – wieś gminna w najdalszym południowym końcu hrabstwa Stirling, w centralnej Szkocji. Leży u wzgórza Campsie Fells nad Blane Water, 19 km na północ od Glasgow, 23 km na południowy wschód od Dumbarton i 32 km na południowy zachód od Stirling. 
Gaelicką nazwę Srath Bhlàthain przetłumaczyć można jako "dolina (rzeki) Blane". Sama Blane nazywana jest Uisge Bhlàthain lub "Blane Water".

## Demografia
Wieś Strathblane liczy łącznie 1 811 mieszkańców

## Sport
Blanefield Thistle F.C. to lokalna drużyna piłki nożnej. Swoją siedzibę maja tu również kluby i drużyny karate, snookera i rzutków.